# Once More with Feeling: Singles 1996-2004
Once more with feeling: Singles 1996-2004 es un álbum recopilatorio de la banda de rock alternativo Placebo. Fue lanzado al mercado a través del sello discográfico Hut Records el 30 de noviembre de 2004 para celebrar el décimo aniversario de la banda. El álbum incluye todos los sencillos de la banda desde 1996 a 2004, más claro el álbum Placebo hasta el álbum Sleeping With Ghosts. La única omisión fue el sencillo debut Come Home. Además incluye tres canciones nuevas: Protege-Moi, I Do y Twenty Years, esta última fue lanzada como sencillo para promocionar el disco. El álbum también fue publicado en formato DVD e incluye todos lo videos musicales de la banda hasta 2004.

## Historia del lanzamiento
La edición limitada del álbum incluyó un disco de remezclas junto a artistas como Timo Maas, Unkle y M83. En el mercado mexicano también incluyó un disco adicional con remezclas junto a artistas de México. En algunas regiones el disco fue publicado con una protección contra la piratería. Existe una versión del álbum de 2 CD + DVD. El segundo disco incluye 10temas de la banda en versión remix; y el DVD incluye todos los videos musicales de la banda hasta el álbum Sleeping with ghost, incluyendo los videos de Protege-Moi y Twenty years.

## Lista de canciones
Todas las canciones escritas y compuestas por Placebo, excepto en donde se indique. 
| N.º | Título                                                   | Duración |  |
| 1.  | «36 Degrees»                                             | 3:07     |  |
| 2.  | «Teenage Angst»                                          | 2:40     |  |
| 3.  | «Nancy Boy» (Radio edit)                                 | 3:19     |  |
| 4.  | «Bruise Pristine»                                        | 3:36     |  |
| 5.  | «Pure Morning» (Radio edit)                              | 3:59     |  |
| 6.  | «You Don't Care About Us»                                | 4:01     |  |
| 7.  | «Every You Every Me»                                     | 3:34     |  |
| 8.  | «Without You I'm Nothing» (sencillo junto a David Bowie) | 4:14     |  |
| 9.  | «Taste in Men» (radio edit)                              | 3:59     |  |
| 10. | «Slave to the Wage» (radio edit)                         | 3:46     |  |
| 11. | «Special K»                                              | 3:50     |  |
| 12. | «Black-Eyed»                                             | 3:44     |  |
| 13. | «The Bitter End»                                         | 3:11     |  |
| 14. | «This Picture»                                           | 3:35     |  |
| 15. | «Special Needs»                                          | 3:29     |  |
| 16. | «English Summer Rain» (versión de sencillo)              | 3:10     |  |
| 17. | «Protège-Moi»                                            | 3:14     |  |
| 18. | «I Do»                                                   | 2:27     |  |
| 19. | «Twenty Years»                                           | 4:19     |  |

| canción bonus publicada en el disco para el mercado japonés |                                        |          |  |
| N.º                                                         | Título                                 | Duración |  |
| 20.                                                         | «Where Is My Mind? (XFM Live Version)» |          |  |

| CD de remezclas incluido en la versión limitada |                                                                 |          |  |
| N.º                                             | Título                                                          | Duración |  |
| 1.                                              | «Special K (Timo Maas Remix)»                                   | 7:30     |  |
| 2.                                              | «Without You I'm Nothing (Unkle Remix)»                         | 5:07     |  |
| 3.                                              | «Every You Every Me (Infected by the Scourge of the Earth Mix)» | 3:57     |  |
| 4.                                              | «Protège-Moi (M83 Remix)»                                       | 3:19     |  |
| 5.                                              | «Slave to the Wage (I Can't Believe It's a Remix)»              | 3:29     |  |
| 6.                                              | «Pure Morning (Les Rythmes Digitales Remix)»                    | 5:38     |  |
| 7.                                              | «Taste in Men (Alpinestars Kamikaze Skimix)»                    | 4:36     |  |
| 8.                                              | «Black-Eyed (Placebo vs. Le Vibrator Mix)»                      | 5:10     |  |
| 9.                                              | «English Summer Rain (Freelance Hellraiser Remix)»              | 3:40     |  |
| 10.                                             | «This Picture (Junior Sanchez Remix)»                           | 5:55     |  |

CD de remezclas incluido en el álbum de edición limitada publicado en México
1. "I Do (Material Mix)"
2. "English Summer Rain (Sussie 4 Mix)"
3. "This Picture (Mexican Institute of Sound - I Love My Rocket Mix)"
4. "Special Needs (Blackpulke Mix)"
5. "I Do (Wop Remake)"
6. "This Picture (Blackpulke Mix)"
7. "English Summer Rain (Glitte R.Mx)"
8. "Special Needs (Chuck y Los Olvidados - Respect the Coda Mix)"
9. "This Picture (Isaac Junke Mix)"